# Mirjam Puchner
Mirjam Puchner, avstrijska alpska smučarka * 18. maj 1992.
Njen brat Joachim Puchner je bil tudi alpski smučar.

## Rezultati svetovnega pokala

##### Sezonska lestvica
| Sezona | Starost | Skupni seštevek | Slalom       | Veleslalom   | Superveleslalom | Smuk         | Alpska kombinacija |
| ------ | ------- | --------------- | ------------ | ------------ | --------------- | ------------ | ------------------ |
| 2014   | 21      | 94.             | -            | -            | -               | 43.          | 22.                |
| 2015   | 22      | 47.             | -            | -            | 26.             | 26.          | 21.                |
| 2016   | 23      | 33.             | -            | -            | 28.             | 12.          | 23.                |
| 2017   | 24      | 49.             | -            | -            | 27.             | 24.          | 44.                |
| 2018   | 25      | Ni tekmovala    | Ni tekmovala | Ni tekmovala | Ni tekmovala    | Ni tekmovala | Ni tekmovala       |
| 2019   | 26      | 37.             | -            | -            | 36.             | 11.          | -                  |
| 2020   | 27      | 59.             | -            | -            | 25.             | 33.          | -                  |
| 2021   | 28      | 41.             | -            | -            | 25.             | 18.          | -                  |

##### Top 3
| Sezona | Datum             | Kraj                  | Disciplina      | Mesto |
| ------ | ----------------- | --------------------- | --------------- | ----- |
| 2016   | 16. marec 2016    | St. Moritz, Švica     | Smuk            | 1.    |
| 2019   | 13. marec 2019    | Soldeu, Andora        | Smuk            | 1.    |
| 2022   | 3. december 2021  | Lake Louise, Kanada   | Smuk            | 3.    |
| 2022   | 5. december 2021  | Lake Louise, Kanada   | Superveleslalom | 3.    |
| 2022   | 18. december 2021 | Val d'Isere, Francija | Smuk            | 3.    |

##### Zmage v evropskem pokalu
| Leto | Datum             | Lokacija        | Disciplina      |
| ---- | ----------------- | --------------- | --------------- |
| 2014 | 13. januarja 2014 | Innerkrems      | Superveleslalom |
| 2014 | 1. februarja 2014 | Serre Chevalier | Superveleslalom |

##### Avstrijsko državno prvenstvo
| Leto | Disciplina         | Mesto |
| ---- | ------------------ | ----- |
| 2010 | Alpska kombinacija | 3.    |
| 2012 | Smuk               | 2.    |
| 2012 | Superveleslalom    | 2.    |
| 2012 | Veleslalom         | 3.    |
| 2014 | Smuk               | 1.    |
| 2015 | Smuk               | 1.    |
| 2016 | Superveleslalom    | 2.    |

## Rezultati svetovnega prvenstva
| Leto | Starost | Slalom | Veleslalom | Superveleslalom | Smuk | Alpska kombinacija |
| ---- | ------- | ------ | ---------- | --------------- | ---- | ------------------ |
| 2021 | 28      | -      | -          | -               | 11.  | -                  |

## Rezultati mladinskega svetovnega prvenstva
| Leto | Datum       | Kraj          | Disciplina         | Mesto   |
| ---- | ----------- | ------------- | ------------------ | ------- |
| 2011 | 1. februar  | Crans-Montana | Smuk               | 18.     |
| 2011 | 2. februar  | Crans-Montana | Veleslalom         | ODSTOP1 |
| 2011 | 3. februar  | Crans-Montana | Slalom             | ODSTOP1 |
| 2011 | 5. februar  | Crans-Montana | Superveleslalom    | 13.     |
| 2012 | 1. marec    | Roccaraso     | Slalom             | 24.     |
| 2012 | 3. marec    | Roccaraso     | Veleslalom         | 8.      |
| 2012 | 5. marec    | Roccaraso     | Superveleslalom    | 21.     |
| 2012 | 8. marec    | Roccaraso     | Alpska kombinacija | 8.      |
| 2013 | 21. februar | Québec        | Slalom             | 22.     |
| 2013 | 22. februar | Québec        | Veleslalom         | 2.      |
| 2013 | 24. februar | Québec        | Superveleslaom     | 17.     |
| 2013 | 26. februar | Québec        | Smuk               | 13.     |
| 2013 | 26. februar | Québec        | Alpska kombinacija | 7.      |